# Rijksweg 8
Rijksweg 8 eller A8 er en motorvej i Holland.